# 152 f.Kr.

## Händelser

### Efter plats

#### Seleukiderriket
- Den seleukidiske tronpretendenten Alexander Balas tar kontakt med Jonatan Mackabaios och erbjuder honom villkor, som till och med är bättre än dem, som Demetrios I Soter har erbjudit honom. Alexander erbjuder honom särskilt att officiellt bli utnämnd till överstepräst av Jerusalem. Som svar på detta drar Jonatan tillbaka sitt stöd från Demetrios och svär istället trohet till Alexander. Därmed blir Jonatan den förste i sin familj att utnämnas till överstepräst.

## Avlidna
- Marcus Aemilius Lepidus, romersk statsman, konsul, Pontifex Maximus och censor; som praetor har han varit guvernör av Sicilien 191 f.Kr.
- Marcus Porcius Cato Licinianus, romersk jurist, son till Cato den äldre och dennes första hustru Licinia